# 월간만화 가로
『월간만화 가로』(月刊漫画ガロ)는 1964년부터 2002년까지 청림당에서 간행한 만화잡지다. 대학생 등 비교적 고연련층 독자의 지지를 받았고, 독창적인 지면과 전설적 경영난 가운데서 독자적 노선을 관철하여 만화계의 인재를 많이 배출했다. 창립자는 시라토 산페이, 초대 사장 겸 편집장은 청림당 창업주이기도 한 나가이 카츠이치. 1998년부터는 청림당의 계보를 이어받은 청림공예사에서 사실상의 후계지인 『악스』를 격월로 간행하고 있다.
『가로』는 선견성과 독자성으로 시대의 한 획을 그었으며, 단순히 만화잡지에 그치지 않는 발자취를 출판계에 남겼다. 또한 독자적인 작가성을 지닌 개성적인 만화가들의 작품이 「가로계(ガロ系)」라고 불렸으며, 『가로』 출신이 아닌 작가도 그런 경향을 가지면 가로계로 종종 표현된다. 가로계 작품은 해외의 대안만화 작가들과도 친화성이 높다.

## 역사

### 창간기
일본 최초의 청년만화지인 『월간만화 가로』는 그동안 대본만화 출판 등으로 알려져 있었던 편집자 나가이 카츠이치와 만화가 시라토 산페이의 의기투합으로 1964년 7월 24일 창간되었다. 잡지의 제호는 시라토의 만화 「야마세」에 등장하는 닌자 “대마의 가로”에게서 비롯된 것이며, 또한 “우리들의 길(我路)”이라는 의미도 있었다. 미국의 마피아 조이 갈로도 염두에 둔 것이라고 한다. 여러 제호 후보 중에서 『가로』를 최종적으로 선택한 것은 나가이의 조카였다. 『가로』의 창간은 활약할 무대를 잃어가던 대몬만화가들에게 매체를 제공하고 신인을 발굴한다는 취지를 가지고 있었다.
나가이는 후일 “집필자가 7명 이상 없으면 잡지로 인정받지 못했다”고 회고했는데, 그래서 창간 당시 미즈키 시게루와 시라토 산페이가 복수의 필명을 사용해 필진을 부풀려서 창간했다. 처음에는 시라토의 붉은눈 프로덕션의 원조를 받아 간행되었다. 잡지 로고도 시라토가 고안했고, 레이아웃 대부분을 시라토가 구성했다. 표지 레이아웃은 주간지 『아사히 저널』을 의식해서 만들었다.
1960년대의 『가로』는 시라토의 『카무이전』과 미즈키의 『키타로 야화』를 양대 기둥으로 삼아 100 페이지를 할애하고, 나머지 페이지는 츠게 요시하루, 타키타 유우, 츠리타 쿠니코, 나가시마 신지 등이 레귤러로 작품을 발표하는 형태였다. 신인 발굴에도 주력했기에 매일같이 투고작이 청림당에 우편으로 날아들었다. 『가로』에 연재되는 『카무이전』에 자극받은 테즈카 오사무는 잡지 무시프로상사에서 잡지 『COM』을 창간하고 『카무이전』에 대항하는 『불새』를 연재했다. 또한 『가로』는 당대 전공투 세대 대학생들에게 강한 지지를 받아갔다.
『가로』는 상업성보다 작품성을 중시하고, 오리지널리티를 최우선으로 했기 때문에 편집자의 간섭이 비교적 적었다. 하여 작가 측에서 자유롭게 작품을 발표할 수 있었고, 신인 발굴의 장으로서 독창적인 작품을 적극적으로 게재했다. 이로 인하여 그동안 만화라는 표현을 선택한 적 없었던 아티스트들에게도 문호를 개방하는 결과가 되어, 이색적인 신인들이 속속 배출되었다. 발간 3년차인 1967년에는 소학관에서 『카무이전』을 노리고 『가로』를 인수해서 자사의 남중고생 잡지 『보이즈라이프』와 통합하자는 이야기가 제기되었지만 파토로 끝났다.

### 장기 침체기
1971년 『카무이전』이 완결되면서 『가로』의 매출은 서서히 하강곡선을 타게 된다. 당시 편집부의 미나미 신보, 와타나베 카즈히로 등이 재미만 있으면 만화라는 표현에 사로잡히지 않는 지면 만들기, 즉 “재미주의(面白主義)”를 제창했다. 그 결과 하위문화의 총본산 같은 입장이 되어 단행본 매출로 적자를 메꾸는 상태가 이어졌다. 이 시기 대형 출판사들의 인수 제안도 이어졌지만 나가이가 거부했다고 한다. 한편, 『가로』를 의식해서 창간된 테즈카의 『COM』은 1971년 말 폐간했다.
1980년대 들어서면 부수가 실매 3000부대로 떨어지고, 남들은 버블경제로 돈이 남아도는 가운데 『가로』는 재목점(材木店) 창고 2층에 세들어 영업하는 경영난을 겪는다. 이 즈음이 되면 직원들의 생활을 보장해주지 못할 정도로 경영이 어려워졌다. 원고료는 나가이가 “생기면 지불한다”고 “공약”함에 따라 지불이 정지되었다. 다만 정말로 생활이 곤란한 만화가에게는 페이지당 500엔 정도를 지불하기도 했다.
그럼에도 나가이 사장을 지지하는 역대 작가진들의 정신적・경제적 지원과 잡지 지속을 원하는 강한 목소리에 의해 가늘고 길게 간행이 계속되었다. 그와 함께 독자층은 일부 마니아, 지식인층, 서브컬쳐 팬들로 한정되어갔다. 그런 한편 『가로』 입선을 등용문으로 동경하는 투고자가 여전히 많아서, 침체기에도 수많은 유망주를 발굴해갔다. 신입사원 모집 경쟁률도 1:100-200에 이르렀다.
이 시기에는 완전히 단행본 매출로만 잡지의 적자를 메웠으며, 사원 편집자들은 『가로』 이외의 매체로 단행본을 간행시켜 줄 작가를 찾거나, 편집일 사이사이에 영업이나 창고 재고출고, 반품정리 등을 하면서 『가로』를 지탱했다.

### 신세대 『가로』
1980년대 후반, 나가이가 고령과 경영악화를 이유로 『가로』와 청림당 출판사의 매각을 추진하게 된다. 나가이 인맥의 작가와 편집자들이 가능한 한 기존 편집체제를 유지할 수 있는 양도처를 분주히 찾았고, 그 결과 마츠자와 쿠레이치의 중개로 PC소프트웨어 개발회사 차이트의 사장 야마나카 쥰이 청림당을 인수하게 된다. 1990년 9월 나가이가 회장으로 물러서고, 야마나카가 청림당 대표이사 사장에 취임했다. 야마나카 사장은 나가이와 『가로』, 청림당은 삼위일체임을 재차 확인하고, 그 형태를 유지하면서 신중하게 회사로서의 경영과 재무를 재건하는 일에 착수했다.
1992년에는 나가이가 편집장도 사임하면서 야마나카가 편집장에 취임했다. 『네코지마 우동』, 『미나미군의 연인』 등이 히트해서 단행본 매출이 호조를 보였고, 잡지도  「명작극장」이나 「특집」을 도입해서 서브컬쳐 정보를 대량 게재함으로써 매상을 향상시켰다. 1993년에는 창간 30주년 기념작으로 장애인 프로레슬링 다큐멘터리 『무적의 핸디캡』(키타지마 유키노리 원작)을 제작했다. 또한 경영모태인 차이트사에서도 『가로』의 만화를 게임으로 만들었고, 1994년에는 아가타 모리오 감독이 『오토바이 소녀』를 영화로 제작하는 등 미디어믹스를 적극적으로 전개하여 원고료도 지불할 수 있게 되었다. 이 시기의 『가로』는 전체 대비 문장 기사의 비율이 상당히 증가해서, 만화잡지라기보다 서브컬쳐 정보지로서의 성격이 강해졌다.
한편 1993년에는 당시 잡지 『SPA!』에 『고마니즘 선언』을 연재하던 코바야시 요시노리가 “성혼 퍼레이드에서 오픈카를 탄 마사코 황태자비가 ‘천황제 반대’를 외치며 주변에 폭탄들을 집어던지는” 만화를 그렸다가 게재를 거부당하자 『가로』에 게재하는 사건이 있었다.
순탄해 보였던 『가로』는 모회사 차이트가 운영체제가 MS-DOS에서 윈도로 전환되는 시대 변화를 놓치면서 다시 경영이 악화된다. 1996년에는 창업주이자 오랫동안 『가로』와 청림당의 얼굴이었던 나가이가 사망했다.
이후, 다가오는 인터넷 시대를 선점하고자 1997년 당시로서는 획기적이었던 만화웹진 『디지털 가로』(편집장 시라토리 치카오) 간행에 착수한다. 하지만 편집부 내에서는 인터넷을 거부하는 보수파와 시라토리 등 추진파가 대립해서, 시라토리가 『가로』 부편집장인 채로 차이트로 이적해 『디지털 가로』를 편집하는 변칙적인 사태가 일어나게 되었다.
이 선견적인 시도는 야마나카 사장이 무리하게 부수를 10만 부까지 늘리는 바람에 결과적으로 실패로 돌아갔고(최종 실매는 15000 - 18000부), 큰 적자를 보게 되었다. 하지만 시라토리는 “『가로』를 바로잡아 90년대에 부수를 3배로 늘리고, 법인으로서의 주식회사 청림당을 흑자전환시킨 것은 야마나카씨의 수완”이라고 증언했다.

### 분열과 휴간
얼마 뒤 야마나카의 건강 악화로 인해 1997년 야마나카의 컴퓨터 업계 선배 후쿠이 겐이 사장 대행이 되었다. 하지만 야마나카 체제에 불만을 품고 있던 청림당 이사 테츠카 노리코 이하 사원들이 짜고 사전연락도 없이 보관하고 있던 작가들의 원고를 탈취한 뒤, 1997년 7월 7일자로 청림당 편집부원 전원의 사표를 팩스로 차이트에 보내고 집단퇴사하는 사건이 벌어졌다. 이들은 언론과 거래처를 통해 “청림당은 발행처로서 끝장났다”는 성명을 널리 유포했고, 언론들이 그 내용을 자세히 검증하지 않고 보도하는 바람에 청림당과 차이트는 크게 신용이 깎이는 피해를 입었다.
퇴직한 테즈카 등 전 청림당 편집부원들은 나가이가 생전에 “무슨 일이 있을 때 이 이름을 사용하라”고 유훈을 남긴 “청림공예사”를 사명으로 하여 신출판사를 설립하고 청림당의 후계를 칭했다. 이 소동의 전말은 청림당과 청림공예사 사이에 소송이 계속되고 있었으나, 화해로 종료되었다는 취지의 기사가 『가로』 2002년 2월호에 게재되었다. 그러나 해당 사건에 대한 취재를 받은 전직 청림당 직원들은 당시 일은 기억하고 싶지도 않다며 취재를 거부하고 있어, 휴간 소동의 진상은 지금으로선 알 길이 없다.
이 소동으로 인해 차이트는 도산하고, 『가로』는 휴간했다. 이후 나가토 마사유키를 편집장으로 위촉하고 새로 사원들을 모집해 1998년 1월 복간했으나, 동년 9월 다시 휴간했다.
차이트가 도산한 후, 청림당을 원조하던 “대화당” 사장 카니에 미키히코가 사장이 되었다. 대화당 체제 『가로』는 2000년 1월호로 복간했지만, 2001년 중반부터 격월간, 2002년에는 계간, 그 뒤에는 인터넷상 통신판매로 판매형태를 변경하다가, 2002년 10월 이후 실질발행 없이 현재에 이르고 있다. 그 결과 정식 본지로서의 『가로』는 2002년 10월 가을호(통권 426호)가 최종 간행호가 되었으며, 신간으로서는 이것이 마지막이 되었다.

### 사실상의 폐간
예고되었던 『가로』 427호는 아직까지도 간행되지 않아 사실상 폐간 상태이지만, 공식적인 폐간 발표는 없다. 2010년 9월 30일 청림당(대화당)은 아이패드용 전자책 어플리케이션 “가로 Ver 2.0”의 판매를 개시했지만, 불과 2호만에 폐간되었다. 이것은 『가로』와 무관한 동인지 창작만화 앤솔로지로서, 최근의 젊은이들을 지향한 것이었다.
2010년대 들어 청림당은 보수우익 잡지 『재패니즘』을 창간하고, 반세기에 걸친 서브컬쳐 전문 출판에서 철수하면서 『가로』시대와는 딴판인 출판사가 되어 버렸다.
1997년 퇴사한 테즈카 노리코 등의 청림공예사는 구 가로계 만화가들과 신인 만화가들이 모인 사실상의 후계잡지 『악스』를 격월로 간행하며 『가로』시대의 기풍을 이어가고 있다.

## 영향
《가로》는 일본에서 "예술" 만화의 시사회으로서 역할을 하였다. 전성기 동안에는 테즈카 오사무에 의해서 창간된 《COM》이나 《코믹 바쿠》와 같은 모방자에 영감을 주기에 충분히 인기가 있었다. 가로는 시라토의 좌파적 드라마, 추상적 예술과 초현실주의, 에로틱/그로스테크, 펑크를 포함한 많은 예술적 단계를 거쳤다. 다른 인기 잡자와는 달리 《가로》는 게제되는 작품의 줄거리가 따라야 할 정해진 주제가 없었고, 작품에 요구되는 것은 오직 재미있을 것이었으며, 내용이 표면적인 형식보다 중요하였다.

## 참고 자료
- Dreamland Japan: Writings on Modern Manga by Frederik L. Schodt (ISBN 1-880656-23-X)
- Introduction to Comics Underground Japan, edited by Kevin Quigley (ISBN 0-922233-16-0)
- Garo Manga: The First Decade, 1964–1973, by Ryan Holmberg (The Center for Book Arts, 2010)

1. ↑  毛利甚八『白土三平伝 カムイ伝の真実』p.110
2. ↑  TBSブリタニカ刊『ガロ曼荼羅』の長井勝一の発言（pp.6-pp.7）
3. ↑  青林工藝舎編集部だより 2010年06月29日付
4. ↑  『らもチチ 私の半生 青春編』のひさうちみちおの発言（講談社文庫版、pp.214）
5. ↑  元ガロ編集長、山中潤さんと20年ぶりに再会した - 白取特急検車場 2014年12月30日付